# Арђињано (Анкона)
Арђињано је насеље у Италији у округу Анкона, региону Марке.
Према процени из 2011. у насељу је живело 373 становника. Насеље се налази на надморској висини од 277 м.